# Epiacanthus ozegaharensis
Epiacanthus ozegaharensis är en insektsart som beskrevs av Hori 1982. Epiacanthus ozegaharensis ingår i släktet Epiacanthus och familjen dvärgstritar. Inga underarter finns listade i Catalogue of Life.